# Pontgibaud

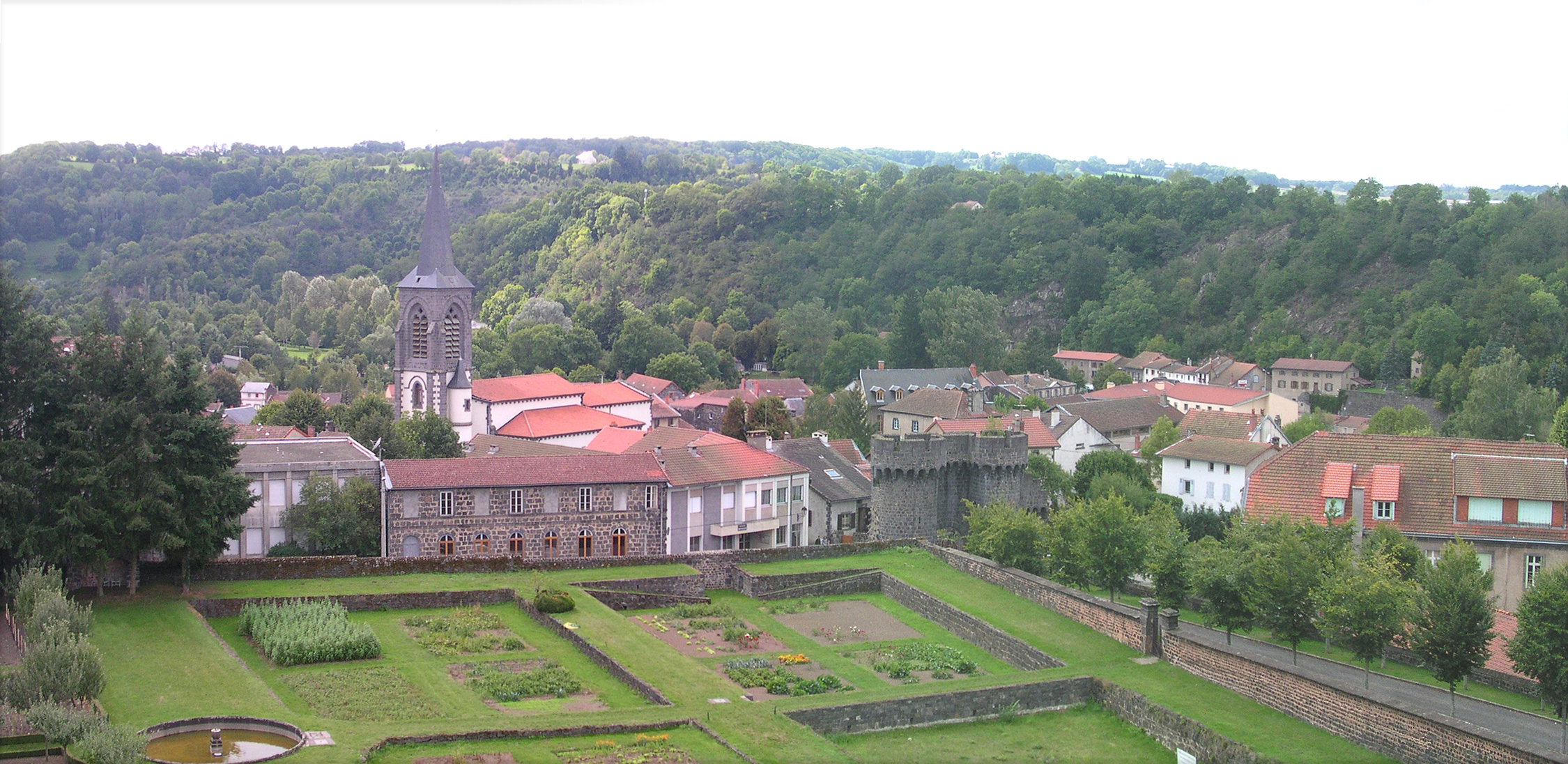
Pontgibaud

Pontgibaud – miejscowość i gmina we Francji, w regionie Owernia-Rodan-Alpy, w departamencie Puy-de-Dôme.
Według danych na rok 1990 gminę zamieszkiwało 801 osób, a gęstość zaludnienia wynosiła 175 osób/km² (wśród 1310 gmin Owernii Pontgibaud plasuje się na 280. miejscu pod względem liczby ludności, natomiast pod względem powierzchni na miejscu 996.).